# Jeremy McWilliams
Jeremy McWilliams (Belfast, 4 aprile 1964) è un pilota motociclistico britannico.

## Carriera
Si è avvicinato relativamente tardi alle competizioni motociclistiche, disputando le sue prime gare nel 1988 all'età di 24 anni; riuscì presto a conquistare due titoli nazionali irlandesi prima di approdare alle competizioni internazionali. Nel 1992, in sella ad una Yamaha, ottiene un podio e chiude all'undicesimo posto nel campionato europeo classe 250, ottiene punti anche nella classe 125. Nel 1993 corre come wild card con una Ducati 888 del team Oxford Products Ltd la prova britannica del campionato mondiale Superbike sul circuito di Donington Park, ottiene un piazzamento a punti in gara 1 classificandosi 48º in campionato.
Sempre nel 1993 registra le prime presenze nelle competizioni del motomondiale, dove gareggia in classe 500 alla guida di una Yamaha YZR 500 del team Millar, terminando la stagione al 22º posto; è presente nella stessa classe anche nelle tre stagioni successive, nel 1994 con la stessa moto e team, piazzandosi 12º, e nelle due annate seguenti rispettivamente con una Harris Yamaha e con una ROC Yamaha (anno in cui passa al team QUB), concluse rispettivamente al 19º e 16º posto, prima di passare alla classe 250 a partire dal 1997.
Dopo aver inizialmente guidato una Honda, concludendo 10º nel 1997 e 9º nel 1998,per la stagione 1999 passa all'Aprilia, terminando 10º; la casa veneta gli offre un posto nella squadra ufficiale per gareggiare nuovamente nella 500, con compagno di squadra Tetsuya Harada, in sella alla bicilindrica RSW-2 500. Con la moto di Noale, nel campionato 2000 il pilota nordirlandese ottiene i suoi miglior risultati in classe regina, con due terzi posti al Mugello e a Donington Park oltreché la pole position a Phillip Island; stagione chiusasi al 14º posto.
Visto che al termine dell'anno l'Aprilia si disimpegna dalla top class, nel 2001 McWilliams torna alla 250. Qui è autore della migliore stagione in carriera, con la prima e unica vittoria nel motomondiale al Gran Premio d'Olanda, oltre a diversi altri buoni piazzamenti. Al termine dell'anno raggiunge il 6º posto della classifica generale.
Nel 2002 inizia la sua avventura nella neonata classe MotoGP partecipando alle gare di due stagioni complete in seno al Proton Team KR, senza raggiungere peraltro risultati degni di nota; fa eccezione la pole position conquistata in occasione del Gran Premio d'Australia 2002, guidando la Proton KR3 dotata ancora del vecchio propulsore a due tempi da 500 cm³ di cilindrata. Termina 14º nel 2002 e 18º nel 2003. Il 2004, all'età ormai di 40 anni, è di nuovo in seno alla squadra ufficiale Aprilia, alla guida della tricilindrica RS Cube; nuovamente i risultati non sono però particolarmente eclatanti, con il 19º posto finale in classifica.
Nella stagione 2007 è iscritto nuovamente in MotoGP con l'intenzione di portare al debutto la Ilmor X3, ma la stagione non è mai in effetti cominciata, a causa dapprima di un infortunio e in seguito al ritiro della casa britannica. In seguito partecipa nel 2009 ai campionati tedeschi, correndo alcune gare della categoria Superbike e alcune in Supersport.
Nel maggio 2012 torna alle competizioni correndo la North West 200, ove si piazza secondo nella classe Supertwins alla guida di una Kawasaki 650 del KMR Racing, team di proprietà di Ryan Farquhar. McWilliams fa ancora meglio nel 2013, aggiudicandosi la stessa gara e tornando così sul gradino più alto del podio di una gara motociclistica.
Nel 2014, all'età di 50 anni, torna a correre nel motomondiale disputando la gara della Moto2 del Gran Premio di Gran Bretagna sul circuito di Silverstone, piazzandosi al ventinovesimo posto.

## Risultati in gara

### Motomondiale
| 1993 | Classe | Moto   |     |    |     |     |    |     |     |    |    |     |    |    |    |    |  |  |  |  | Punti | Pos. |
| ---- | ------ | ------ | --- | -- | --- | --- | -- | --- | --- | -- | -- | --- | -- | -- | -- | -- |  |  |  |  | ----- | ---- |
| 1993 | 500    | Yamaha | Rit | NP | Rit | Rit | 20 | Rit | Rit | 11 | 13 | Rit | 16 | 19 | 12 | 11 |  |  |  |  | 17    | 22º  |

| 1994 | Classe | Moto   |    |    |    |    |    |     |     |    |   |    |    |   |   |    |  |  |  |  | Punti | Pos. |
| ---- | ------ | ------ | -- | -- | -- | -- | -- | --- | --- | -- | - | -- | -- | - | - | -- |  |  |  |  | ----- | ---- |
| 1994 | 500    | Yamaha | 17 | 14 | 13 | 11 | 16 | Rit | Rit | 15 | 8 | 10 | 10 | 9 | 9 | 12 |  |  |  |  | 49    | 12º  |

| 1995 | Classe | Moto          |    |    |     |    |     |     |    |   |     |    |    |     |    |  |  |  |  |  | Punti | Pos. |
| ---- | ------ | ------------- | -- | -- | --- | -- | --- | --- | -- | - | --- | -- | -- | --- | -- |  |  |  |  |  | ----- | ---- |
| 1995 | 500    | Harris Yamaha | NP | 14 | Rit | 11 | Rit | Rit | 18 | 7 | Rit | 16 | 12 | Rit | 17 |  |  |  |  |  | 20    | 19º  |

| 1996 | Classe | Moto       |    |    |    |    |    |    |    |     |     |    |    |     |    |     |     |  |  |  | Punti | Pos. |
| ---- | ------ | ---------- | -- | -- | -- | -- | -- | -- | -- | --- | --- | -- | -- | --- | -- | --- | --- |  |  |  | ----- | ---- |
| 1996 | 500    | ROC Yamaha | 14 | 12 | 13 | 14 | 16 | 11 | 14 | Rit | Rit | 14 | 14 | Rit | 12 | Rit | Rit |  |  |  | 26    | 16º  |

| 1997 | Classe | Moto  |   |    |   |   |     |    |   |   |   |    |  |     |    |    |    |  |  |  | Punti | Pos. |
| ---- | ------ | ----- | - | -- | - | - | --- | -- | - | - | - | -- |  | --- | -- | -- | -- |  |  |  | ----- | ---- |
| 1997 | 250    | Honda | 9 | 16 | 9 | 9 | Rit | 11 | 9 | 7 | 8 | 10 |  | Rit | 11 | 10 | 10 |  |  |  | 73    | 10º  |

| 1998 | Classe | Moto      |    |   |     |     |   |   |    |   |   |   |     |     |     |   |  |  |  |  | Punti | Pos. |
| ---- | ------ | --------- | -- | - | --- | --- | - | - | -- | - | - | - | --- | --- | --- | - |  |  |  |  | ----- | ---- |
| 1998 | 250    | TSR Honda | 10 | 7 | Rit | Rit | 7 | 9 | 12 | 7 | 2 | 4 | Rit | Rit | Rit | 6 |  |  |  |  | 87    | 9º   |

| 1999 | Classe | Moto    |   |    |   |    |   |   |   |   |     |   |    |     |     |  |     |    |  |  | Punti | Pos. |
| ---- | ------ | ------- | - | -- | - | -- | - | - | - | - | --- | - | -- | --- | --- |  | --- | -- |  |  | ----- | ---- |
| 1999 | 250    | Aprilia | 7 | NP | 7 | 11 | 4 | 6 | 3 | 6 | Rit | 8 | 13 | Rit | Rit |  | Rit | NP |  |  | 83    | 10º  |

| 2000 | Classe | Moto    |     |    |   |     |    |   |    |     |   |     |   |    |     |     |    |   |  |  | Punti | Pos. |
| ---- | ------ | ------- | --- | -- | - | --- | -- | - | -- | --- | - | --- | - | -- | --- | --- | -- | - |  |  | ----- | ---- |
| 2000 | 500    | Aprilia | Rit | 10 | 8 | Rit | 12 | 3 | 12 | Rit | 3 | Rit | 9 | 11 | Rit | Rit | 14 | 8 |  |  | 76    | 14º  |

| 2001 | Classe | Moto    |   |   |    |   |     |   |   |     |     |     |   |   |   |   |   |   |  |  | Punti | Pos. |
| ---- | ------ | ------- | - | - | -- | - | --- | - | - | --- | --- | --- | - | - | - | - | - | - |  |  | ----- | ---- |
| 2001 | 250    | Aprilia | 8 | 6 | 10 | 7 | Rit | 6 | 1 | Rit | Rit | Rit | 5 | 5 | 3 | 4 | 5 | 5 |  |  | 141   | 6º   |

| 2002 | Classe | Moto      |     |     |    |    |     |    |     |     |   |   |   |     |    |    |    |   |  |  | Punti | Pos. |
| ---- | ------ | --------- | --- | --- | -- | -- | --- | -- | --- | --- | - | - | - | --- | -- | -- | -- | - |  |  | ----- | ---- |
| 2002 | MotoGP | Proton KR | Rit | Rit | 16 | 10 | Rit | 12 | Rit | Rit | 7 | 7 | 9 | Rit | 10 | 12 | 10 | 8 |  |  | 59    | 14º  |

| 2003 | Classe | Moto      |     |     |    |   |     |     |     |     |    |     |    |    |     |    |    |    |  |  | Punti | Pos. |
| ---- | ------ | --------- | --- | --- | -- | - | --- | --- | --- | --- | -- | --- | -- | -- | --- | -- | -- | -- |  |  | ----- | ---- |
| 2003 | MotoGP | Proton KR | Rit | Rit | 12 | 6 | Rit | Rit | Rit | Rit | 12 | Rit | 19 | 16 | Rit | 17 | 11 | 12 |  |  | 27    | 18º  |

| 2004 | Classe | Moto    |    |     |    |    |    |    |    |    |    |    |    |    |     |    |    |    |  |  | Punti | Pos. |
| ---- | ------ | ------- | -- | --- | -- | -- | -- | -- | -- | -- | -- | -- | -- | -- | --- | -- | -- | -- |  |  | ----- | ---- |
| 2004 | MotoGP | Aprilia | 16 | Rit | 13 | 16 | NP | 15 | 14 | 12 | 16 | 14 | 12 | 12 | Rit | 15 | 14 | 13 |  |  | 26    | 19º  |

| 2005 | Classe | Moto      |  |  |  |  |  |  |  |  |  |  |     |  |  |  |  |  |  |  | Punti | Pos. |
| ---- | ------ | --------- |  |  |  |  |  |  |  |  |  |  | --- |  |  |  |  |  |  |  | ----- | ---- |
| 2005 | MotoGP | Proton KR |  |  |  |  |  |  |  |  |  |  | Rit |  |  |  |  |  |  |  | 0     |      |

| 2007 | Classe | Moto     |    |  |  |  |  |  |  |  |  |  |  |  |  |  |  |  |  |  | Punti | Pos. |
| ---- | ------ | -------- | -- |  |  |  |  |  |  |  |  |  |  |  |  |  |  |  |  |  | ----- | ---- |
| 2007 | MotoGP | Ilmor GP | NP |  |  |  |  |  |  |  |  |  |  |  |  |  |  |  |  |  | 0     |      |

| 2014 | Classe | Moto        |  |  |  |  |  |  |  |  |  |  |  |    |  |  |  |  |  |  | Punti | Pos. |
| ---- | ------ | ----------- |  |  |  |  |  |  |  |  |  |  |  | -- |  |  |  |  |  |  | ----- | ---- |
| 2014 | Moto2  | Taylor Made |  |  |  |  |  |  |  |  |  |  |  | 29 |  |  |  |  |  |  | 0     |      |

| Legenda | 1º posto        | 2º posto            | 3º posto            | A punti      | Senza punti        | Grassetto – Pole position Corsivo – Giro più veloce |
| Legenda | Gara non valida | Non qual./Non part. | Ritirato/Non class. | Squalificato | '-' Dato non disp. | Grassetto – Pole position Corsivo – Giro più veloce |

### Campionato mondiale Superbike
| 1993 | Moto   |  |  |  |  |  |  |  |  |  |  |  |  |  |  |  |  |  |  |  |  |  |  |    |     |  |  | Punti | Pos. |
| ---- | ------ |  |  |  |  |  |  |  |  |  |  |  |  |  |  |  |  |  |  |  |  |  |  | -- | --- |  |  | ----- | ---- |
| 1993 | Ducati |  |  |  |  |  |  |  |  |  |  |  |  |  |  |  |  |  |  |  |  |  |  | 10 | Rit |  |  | 6     | 48º  |

| Legenda | 1º posto        | 2º posto            | 3º posto           | A punti      | Senza punti        | Grassetto – Pole position Corsivo – Giro più veloce |
| Legenda | Gara non valida | Non qual./Non part. | Ritirato/Non class | Squalificato | '-' Dato non disp. | Grassetto – Pole position Corsivo – Giro più veloce |